# Душан Вешковац
Душан Вешковац (Крушевац, 16. марта 1986) бивши је српски је фудбалер. Висок је 187 центиметара, а играо је у одбрани.